# Manequim (1987)
Mannequin (bra/prt: Manequim) é um filme estadunidense lançado em 1987, dirigido por Michael Gottlieb para 20th Century Fox, do gênero comédia romântica e protagonizado por Kim Cattrall e Andrew McCarthy.

## Sinopse
Um jovem empregado de uma loja de manequins chamado Jonathan Switcher faz uma boneca que para ele é considerada a única coisa que o faz se sentir como um artista de verdade. Nesse mesmo dia, Jonathan é despedido por dar cabo do placar dos cem anos do centro comercial. Numa noite de chuva, a sua moto avaria e ao levá-la para casa vê a manequim numa loja e logo se apaixona por ela. A partir desse dia, ele arranja trabalho na loja só para passar o tempo todo com ela. Um dia ela torna-se humana, mas só ele a consegue ver daquela forma. Juntos eles vivem várias aventuras.

## Elenco
- Andrew McCarthy .... Jonathan Switcher
- Kim Cattrall .... Ema 'Emmy' Hesire
- Estelle Getty .... Claire Prince Timkin
- James Spader .... Sr Richards
- G.W. Bailey .... Capitão Felix Maxwell
- Carole Davis .... Roxie Shield
- Steve Vinovich .... B. J. Wert
- Christopher Maher .... Armand
- Meshach Taylor .... Hollywood Montrose
- Phyllis Newman .... mãe de Emmy
- Phil Rubenstein .... Mannequin Factory Boss
- Jeffrey Lampert .... Factory Worker
- Kenneth Lloyd .... Superdad
- Jake Jundef .... Superkid
- Harvey Levine .... Balloon Boss

## Trilha sonora
- "Nothing's Gonna Stop Us Now" (música de Albert Hammond e Diane Warren, interpretada por Starship)
- "In My Wildest Dreams" (música de Bob Crewe, Jerry Corbetta e Charlotte Caffey, interpretada por Belinda Carlisle)
- "Do You Dream About Me" (música de Diane Warren, interpretada por Alisha)
- "My Girl" (música de Smokey Robinson & Ronald White, interpretada por The Temptations)